# Hans Winter (Politiker)
Hans Winter (* 14. November 1850 in Taiskirchen; † 13. Dezember 1937 in Ried im Innkreis) war Arzt und Abgeordneter zum Österreichischen Abgeordnetenhaus.

## Leben
Hans Winter war Sohn des Kaufmanns Johann Winter († 1865). Nach dem Medizin-Studium an der Universität Innsbruck promovierte er 1872 zum Dr. med. in Innsbruck. Im selben Jahr 1872 wurde er Arzt in Ebbs im Bezirk Kufstein, danach in Lambrechten im Bezirk Ried und 1875 in Ried im Innkreis. Im Jahr 1928 ging er in den Ruhestand.
Hans Winter war von 1902 bis 1914 Mitglied im Oberösterreichischen Landtag (X. und XI. Wahlperiode), als Abgeordneter der Städte und Industrialorte (Stadt Ried). Von 1899 bis 1912 war er auch Bürgermeister von Ried im Innkreis. Er wurde im Jahr 1912 Ehrenbürger von Ried im Innkreis.
Er starb am 13. Dezember 1937 im Alter von 87 Jahren an Altersschwäche.
Er war römisch-katholisch und ab 1899 verheiratet mit Katharina Krautgartner, mit der er zwei Töchter und einen Sohn hatte.

## Politische Funktionen
Hans Winter war vom 31. Januar 1901 bis zum 30. März 1911 Abgeordneter des Abgeordnetenhauses im Reichsrat (X. und XI. Legislaturperiode) und war dort während der X. Legislaturperiode für die Kurie Oberösterreich, Städte 5 (Ried, Haag, Obernberg, Braunau, Altheim, Mauerkirchen, Mattighofen, Schärding, Raab, Riedau, Peuerbach, Engelhartszell) und während der XI. Legislaturperiode für den Wahlbezirk Oberösterreich 6 (Städte Urfahr, Freistadt, Schärding, Braunau, Ried, Obernberg und Steyregg sowie die Ortschaften Mattighofen, Rohrbach, Mauerkirchen und Altheim der gleichnamigen Ortsgemeinden) zuständig.

## Klubmitgliedschaften
Hans Winter war ab 1901 Mitglied im Verband der Deutschen Volkspartei, ab 1907 im Deutschnationalen Verband, ab dem 4. Dezember 1908 im Nationalverband der deutschfreiheitlichen Abgeordneten und ab dem 26. Februar 1910 bei der Gruppe der deutschen Agrarpartei im Deutschen Nationalverband.